# Ortésia Cabrera Fuster
Ortésia Cabrera Fuster   (Amposta, 1989), coneguda pel nom artístic ivaquexuta i anteriorment com a Oriol Fuster Cabrera, és una artista multidisciplinària i política catalana, que ha treballat com a escriptora i comissària d'exposicions. També s'ha desenvolupat com a narradora, dramaturga, música i traductora.

## Carrera

### Com a artista
Forma part de la Plataforma Assembleària d'Artistes de Catalunya. Els seus treballs artístics se centren en la conjuntura juvenil a les Terres de l'Ebre, la precarietat de la Generació Y o la situació de les persones neurodivergents a Catalunya. També treballa la postcolonialitat, el tercer sector, l'art contemporani i la filosofia.
El 2017, va dirigir el certamen ExtincióFest del Centre d'Art Lo Pati i va codirigir i guionar juntament amb Pau Bertomeu el film Sfumatura: l’art de treballar, l’ofici de viure. El 2018, va ser seleccionada en la convocatòria Art Jove de Patrimoni del Museu Nacional d'Art de Catalunya, que l'any següent va acollir-ne l'exposició «Una gestió diferent del dolor». El 2021, va rebre una beca de producció del centre Hangar, amb la qual va realitzar el pòdcast intimitat forçada en col·laboració amb l'Associació Asperger de Catalunya. Així mateix, va guanyar el Concurs d'Arts Visuals Premi Miquel Casablancas, organitzat per Sant Andreu Contemporani, en la modalitat de mediació, i va exposar la seva trajectòria en un col·loqui a l'Institut Valencià d'Art Modern. El 2023, va participar en la performance «Els escrivents», organitzada per Utopia Rambles a la Rambla, juntament amb els artistes Cecilia Vieira, Enrique Baeza, Marla Jacarilla i Jordi Vizcaíno. A banda, ha exposat la seva obra al Museu d'Art Contemporani de Barcelona, la Sala d'Art Jove, el Mèdol - Centre d’Arts Contemporànies de Tarragona i la Biblioteca Pere Anguera.

### Com a política
Creu en l'independentisme català, el moviment pels drets LGBTQ+ i la lluita feminista. S'oposa al neoliberalisme, el patriarcat, la monarquia espanyola, l'Estat espanyol, el racisme, el sexisme, el classisme, la marginació i el colonialisme.
Ha militat en diversos espais de l'Esquerra Independentista, com ara Maulets, Jóvens de les Terres de l'Ebre i el Sindicat d'Estudiants dels Països Catalans, i ha treballat també en els mitjans de comunicació La Directa i L'Escuranda. A més, està vinculada al teixit associatiu ampostí, ha organitzat les festes alternatives del municipi i s'implica localment en la cultura popular i el moviment feminista.
El 2024, havent pertangut al Grup de Suport de la CUP de les Terres de l'Ebre, va presentar-se a les eleccions al Parlament de Catalunya com a tercera candidata del partit a la circumscripció de Tarragona, darrere de Sergi Saladié i Eloi Redon. Arran d'això, la CUP va rebre una allau de crítiques, acusada de no respectar la paritat de gènere en la llista per la inclusió de Cabrera, tot i figurar legalment al Registre Civil Espanyol com a dona. Davant d'això, els partidaris de la formació van titllar les crítiques de «masclisme» i «transfòbia». En resposta als atacs d'odi per xarxes socials, hi va haver una denúncia formal de l'Observatori Contra l'LGTBI-fòbia a l'Oficina d'Igualtat de Tracte i la No Discriminació de la Generalitat de Catalunya, una quarantena de col·lectius va signar un manifest de suport a la candidata cupaire i la mateixa Cabrera va convocar una conferència de premsa a la Glorieta de la Transsexual Sònia en què es va refermar en la seva decisió de presentar-se a les eleccions.

## Vida personal
Pel que fa al gènere, s'identifica com a dona trans o trans no binària. Va sortir de l'armari el 2022. També s'etiqueta com a rural, catalana, de classe treballadora, neurodivergent i discapacitada. És supervivent d'abús sexual infantil.